# John Erskine (2e comte de Mar)
Pour les articles homonymes, voir John Erskine.
John Erskine, comte de Mar (vers 1558-14 décembre 1634) est un homme politique écossais, le seul fils d'un autre John Erskine et Annabella Murray. Il est considéré à la fois comme le 19e comte (dans la 1re création) et le 2e comte (dans la 7e).

## Histoire
John Erskine est né en 1558, bien que la date précise soit inconnue. Avec le roi Jacques VI d'Écosse, il est éduqué par George Buchanan. Il accède au comté de Mar à la mort de son père en 1572. Après avoir atteint sa majorité, il est nominalement le tuteur du jeune roi, qui est d'environ sept ans son cadet, et qui vit avec lui à Stirling, mais il est en réalité une sorte de marionnette entre les mains du régent James Douglas (4e comte de Morton) et il perd le pouvoir et la position lorsque Morton est emprisonné.
Il épouse sa première femme, Anne Drummond (1555-1587) en octobre 1580. Anne est la fille de Lord David Drummond (d. 1571) et Lilias Ruthven (d. 1579). Leur mariage est écourté par la mort prématurée d'Anne en 1587, mais ils ont fils et héritier John Erskine.
Il est concerné par la capture de Jacques VI en 1582 (un complot connu sous le nom de raid de Ruthven); mais quand James échappe à ses nouveaux gardiens, le comte s'enfuit dans l'ouest de l'Écosse. Puis, sortant de sa cachette, le comte de Mar s'empare du château de Stirling, sur quoi Jacques marche contre lui, et il se réfugie en Angleterre. La reine Élisabeth Ire intercède pour lui, mais en vain.
En octobre 1584, Jacques VI fait don des vêtements de Mar à Thomas Stewart, frère d'Alexander Stewart de Garlies. Les vêtements comprennent des capes, des pourpoints, des culottes et d'autres articles en tissu d'argent, en velours figuré, en satin et d'autres tissus riches. Ils ont été saisis sur un navire qui s'est échoué près de Whithorn . Mar conclut un arrangement inhabituel avec son tailleur d'Édimbourg John Murdo et sa femme Mause Balgaskry, leur donnant un revenu en termes de cultures céréalières en échange de la confection de ses vêtements avec un paiement supplémentaire.
Après quelques communications entre les gouvernements d'Angleterre et d'Écosse en 1585, le comte de Mar et ses amis rassemblent une armée, entrent en présence du roi à Stirling et ont bientôt l'autorité suprême. Le comte de Mar retrouve ses terres et ses titres. Désormais, il se tient haut dans la faveur royale, devenant gouverneur du Château d'Édimbourg puis tuteur du fils de James, le prince Henry. Sa grande réussite est la récupération des domaines de Mar, aliénés par la Couronne pendant la longue période où sa famille a été hors de possession, notamment Kildrummy, le siège du comté.
En mai 1592, il rencontre Jacques VI à Fenton Tower à East Lothian, la nouvelle résidence du capitaine de la garde John Carmichael, pour discuter de la garde du château d'Édimbourg après la mort de James Home. Le poste a également été offert au duc de Lennox mais Home demande qu'il aille à Mar.

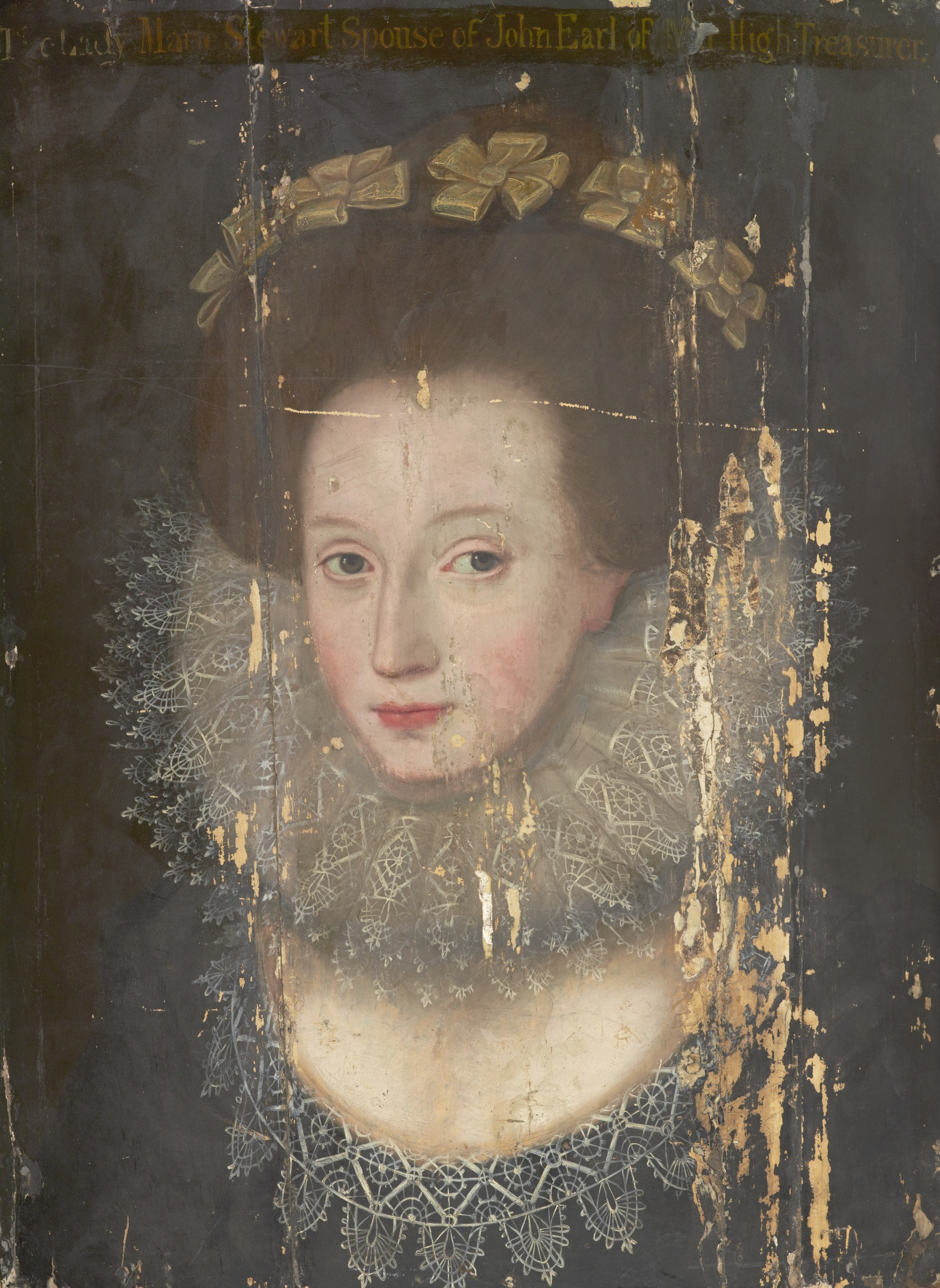
Marie Stewart, comtesse de Mar (morte en 1644), seconde épouse du comte de Mar.

En décembre 1592, il épouse sa seconde épouse Marie Stewart, fille d'Esmé Stuart (1er duc de Lennox) à Holyroodhouse. Le mariage devait avoir lieu au Dalkeith Palace mais a été retardé par la maladie de Mar, le mariage étant aussi contesté par beaucoup parce que Mary est catholique. Leur fille, Lady Mary Erskine, épouse William Keith, 5e comte Marischal.
Le 21 février 1594, Mar est nommé gardien et gouverneur d'Henri-Frédéric Stuart, qui devait rester au château de Stirling. Mar se produit dans le tournoi lors du baptême du prince Henry habillé en « chevalier chrétien » dans une équipe avec le roi et Thomas Erskine. Sa garde du prince à Stirling conduit à un désaccord avec Anne de Danemark. Jacques VI écrit une note à Mar en juin 1595 lui enjoignant, en cas de décès, de ne pas livrer Henri à Anne de Danemark ou au Parlement d'Écosse avant l'âge de 18 ans. En septembre 1595, la reine refuse de regarder Mar alors qu'il se trouve dans la même pièce qu'elle au palais de Falkland.

### Diplomatie avec l'Angleterre
Mar entretient une correspondance avec le comte d'Essex et en décembre 1595, il mentionne à Essex qu'il a entendu une rumeur selon laquelle David Foulis porte un message « à sa disgrâce », nuisant à la réputation de Mar. En 1596, la reine Elizabeth, via le comte d'Essex et son secrétaire Anthony Bacon, envoie son portrait miniature de Nicholas Hilliard au prince Henry, qui est reçu par Mar à Stirling .
En 1601, le comte est envoyé comme ambassadeur à Londres et Elisabeth Ire l'assure que James devrait être son successeur, et sa mission est menée avec tact et prudence. Après l'ambassade, la somme versée à titre de subvention à Jacques VI est augmentée, par la persuasion de Robert Cecil. Elizabeth lui donne un bassin d'argent et une cuvette avec de la nacre.
Mar est impliqué dans la « correspondance secrète de Jacques VI », une initiative pour aider à mettre Jacques sur le trône d'Angleterre. Mar et d'autres membres d'un groupe restreint maintiennent un dialogue avec des diplomates anglais.

### Union des couronnes
En 1603, Élisabeth Ire meurt et Jacques VI devient roi d'Angleterre, l'événement connu sous le nom d'Union des couronnes que Mar a espéré. James voyage en Angleterre. Mar reste au château de Stirling avec le prince Henri. Alors que Mar est absent de Stirling pour affaires liées à la mort de sa mère, le 7 mai 1603, Anne de Danemark vient emporter le prince Henri. La comtesse, sa femme Marie, refuse de le permettre . Mar fait ses excuses pour les événements du jour d'abord au Conseil privé écossais à Stirling, et ensuite à la reine le 5 juillet au château de Windsor . 
Mar rejoint le conseil privé anglais. Il obtient plusieurs manoirs en Angleterre, dont Hundon et Chipley dans le Suffolk, pour lesquels il reçoit 15 000 £ en 1611 lorsqu'ils sont vendus à William Cavendish. En novembre 1603, l'ambassadeur d'Espagne, le comte de Villamediana, invite le duc de Lennox et le comte de Mar à dîner et, selon Arbella Stuart leur demande « d'amener les dames écossaises, car il désirait voir des beautés naturelles ».
Le comte de Mar est créé Lord Cardross en 1610 ; il est membre de la Court of High Commission et est Lord High Treasurer of Scotland de 1615 à 1630.
En janvier 1608, Henry Howard (1er comte de Northampton), anciennement l'un des "correspondants secrets", écrit à Mar pour lui demander la recette qui lui redonnerait la faveur d'Anne de Danemark. En avril 1608, Mar est cité à comparaître devant le tribunal de Londres. Il fait un testament faisant de Marie comtesse de Mar son exécutrice testamentaire, lui laissant un bijou acheté à William Herrick, et réservant à son fils aîné par sa première épouse des objets importants dont la vasque en argent sertie de nacre qui a été un cadeau de la reine Elizabeth, et un bijou que lui a offert le roi de France.
En septembre 1612, Mar demande au roi Jacques si le laird de Findlater pouvait devenir baron. Le roi écrit qu'il y a déjà trop de nobles écossais, ce qui provoque le mécontentement en Angleterre et est préjudiciable à l'Union.
Mar meurt à Stirling le 14 décembre 1634.
Un portrait de Mar par Adam de Colone de 1626 donne son âge à 64 ans. Le peintre utilise une nappe de lin fine mais ancienne comme support plutôt que de toile.

## Mariages et famille
John Erskine et Anne Drummond ont un fils :
- John Erskine (comte de Mar, 1585-1654) (en) (c. 1585 - 1654), qui lui succède à son comté.

John Erskine et sa seconde épouse, Marie Stewart, ont cinq fils, dont :
- James Erskine (6e comte de Buchan) (en) (mort en 1640) ;
- Henry Erskine, maître de Cardross et commendator de Dryburgh (mort en 1628), dont le fils David Erskine devient baron de Cardross ;
- Charles Erskine, ancêtre des comtes de Rosslyn ;
- Alexander Erskine, en 1626, son père écrit à Elizabeth Stuart, reine de Bohême, refusant un projet de mariage [26].

L'un des fils de Mar est baptisé à Stirling le 20 juillet 1595 avec Jacques VI comme parrain.
En novembre 1614, le vicomte Fenton discute du mariage de la deuxième fille de Mar, Anna Erskine, avec un fils du comte de Rothes, plus tard John Leslie (6e comte de Rothes). Bien que Rothes soit une maison ancienne et noble, Fenton n'aurait pas conseillé au fils aîné de Mar d'épouser une fille de Katherine Drummond, la "dernière dame Rothes" .